# Épitaphios

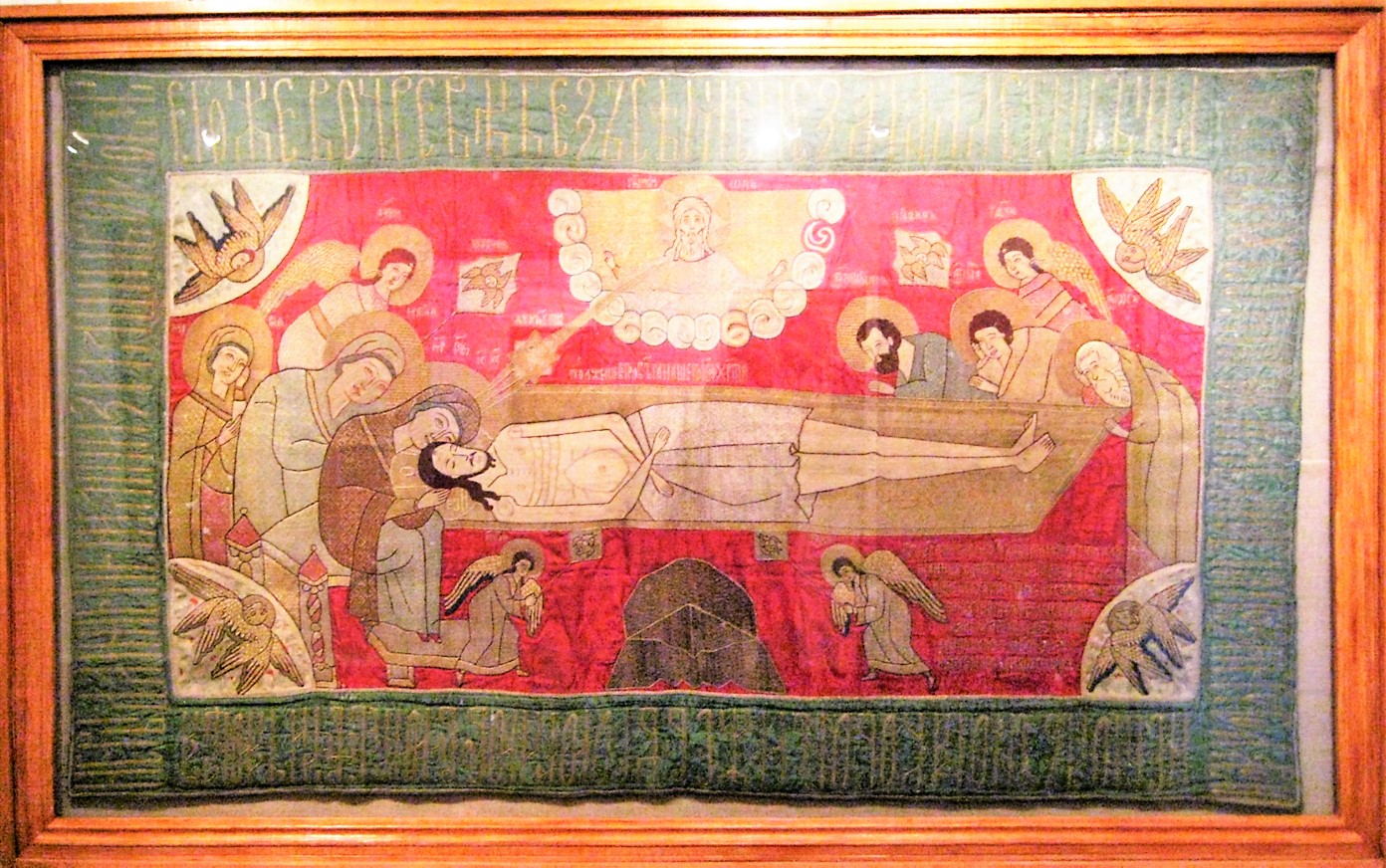
Épitaphios, Nijni-Novgorod, XVIIe siècle.

Un épitaphios (en grec ancien : Ἐπιτάφιος, épitaphios (« sur le tombeau ») ; en slave : Плащаница, plashchanitsa ; en arabe : نعش, na'ash « tombeau ») est un élément liturgique, tissu précieux sur lequel est brodée la scène de la Mise au tombeau du Christ, et rappelant le linceul. Il se présente comme une icône, sur un grand tissu brodé et richement orné ; il est souvent surmonté d’un dôme sculpté en bois en forme de sarcophage, décoré de fleurs et exposé à la vénération des fidèles au centre de la nef, durant les offices du Vendredi saint et du Samedi saint dans l'Église orthodoxe et les Églises orientales catholiques de rite byzantin. On le porte solennellement en procession le vendredi saint. On trouve aussi ce thème représenté sur des icônes dont le support est en bois ou en mosaïque.

## Iconographie

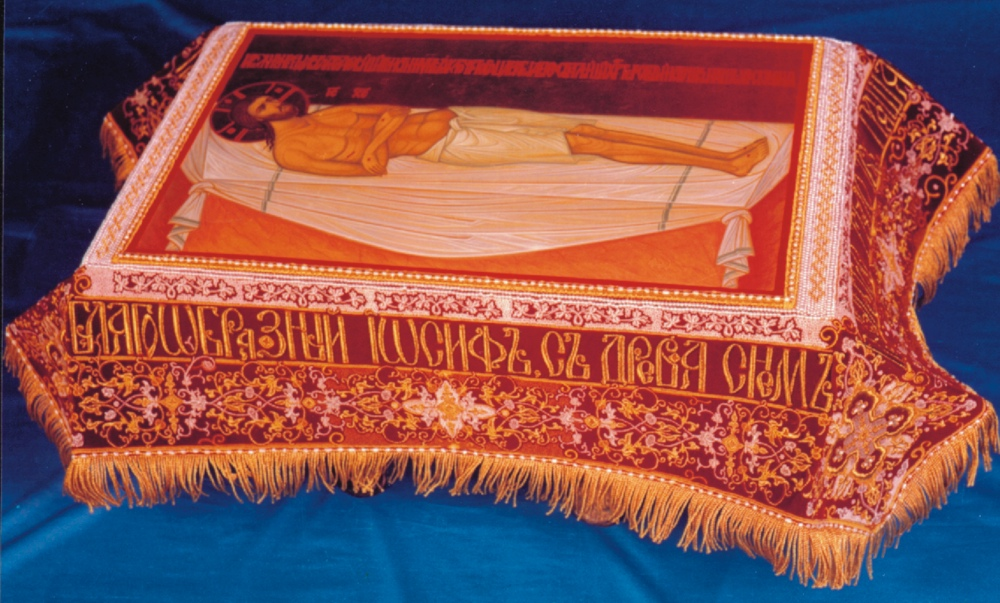
Épitaphios d'Oleg Blazhko, 1990.

L'icône représente le Christ couché, après qu'il a été descendu de la croix, comme si son corps était en train d'être préparé pour l'ensevelissement. La scène est tirée de l'Évangile selon saint Jean, 19:38-42, passage qui décrit la mise au tombeau du Christ. On trouve, représentés autour de ce dernier, et en deuil : sa mère (la Théotokos ou Très Sainte Vierge Marie), Jean le disciple bien-aimé, Joseph d'Arimathie, Marie Madeleine, ainsi que des anges. Nicodème et d'autres personnages peuvent également figurer dans l'œuvre. 
Parfois, l'artiste ne figure que le seul corps du Christ, ou éventuellement entouré par des anges. La plus ancienne icône brodée connue, qui date d'environ 1200 (Venise), se présente  sous  cette forme. Des sujets équivalents en Occident sont appelés « L'onction du corps du Christ », ou « Lamentation » (avec un groupe), ou « la Pietà » (avec seulement le corps du Christ qui repose dans les bras de Marie).
Une des œuvres les plus remarquables est connue sous le nom d’Épitaphios de Thessalonique. Il s'agit d'une pièce de 200 x 70 cm, en soie, lin, or et argent, dont la fabrication remonte aux environs de 1300. Il a été découvert en 1900 dans l'église Panagia Panagouda de cette ville.

## Liturgie

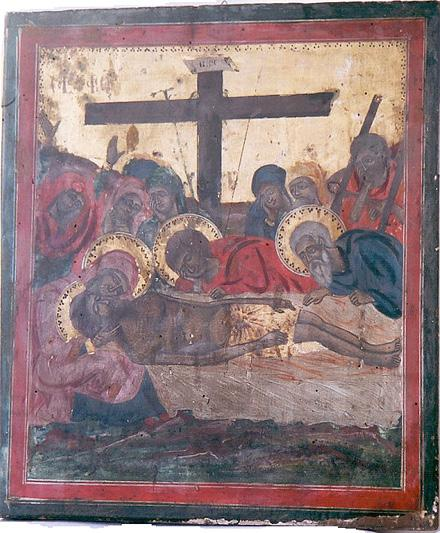
Icône sur bois de l'Épitaphios. Thessalonique. Date inconnue.

Au cours des cérémonies du Vendredi Saint, dans l'Église orthodoxe, le prêtre descend le Christ de la croix. Après quoi, il amène l'épitaphios, sur lequel est peint ou brodé le Christ au tombeau, et il le dépose sur une table que l'on a ornée de fleurs et qui représente le tombeau, sur lequel les fidèles viendront déposer des fleurs durant toute la journée. Au cours d'une procession qui suit les matines du Samedi Saint, l'épitaphios est promené dans les rues, et les fidèles suivent le cortège en portant un cierge dans leur main. De ce fait, ils rejouent le cortège des parents et amis qui accompagnent un défunt à sa dernière demeure. De retour à l'église, le prêtre dépose l'épitaphios en tissu sur l'autel et les fidèles prennent quelques brins des fleurs ornant l'épitaphios autel, qu'ils garderont précieusement chez eux. Le mystère de la mort du Christ-Dieu s’exprime dans les hymnes graves et sobres chantées durant les offices du vendredi et du samedi saint : 

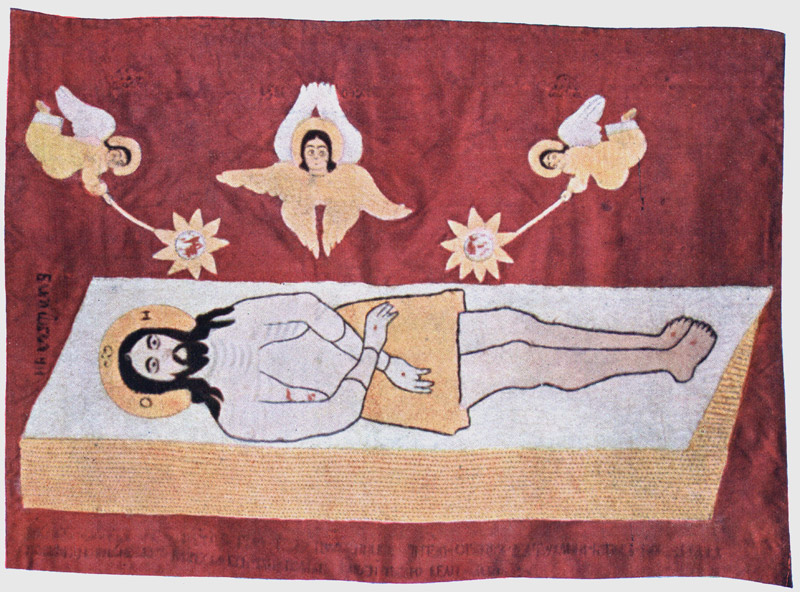
Épiphanios brodé par Anastasia Romanova, 1543. Staritsa, Monastère de l'Assomption.

« Le Créateur de l’Univers est l’hôte d’un étroit tombeau.
 Frémis d’épouvante, ciel, et vous fondements de la terre tremblez ! »

Durant les cérémonies, on chante aussi l'épitaphios thrénos plus particulièrement dédié à la Vierge, reprenant ainsi le rôle des pleureuses et la douleur de Marie devant le corps de son fils mort.

## Galerie

### Cérémonies du Vendredi saint

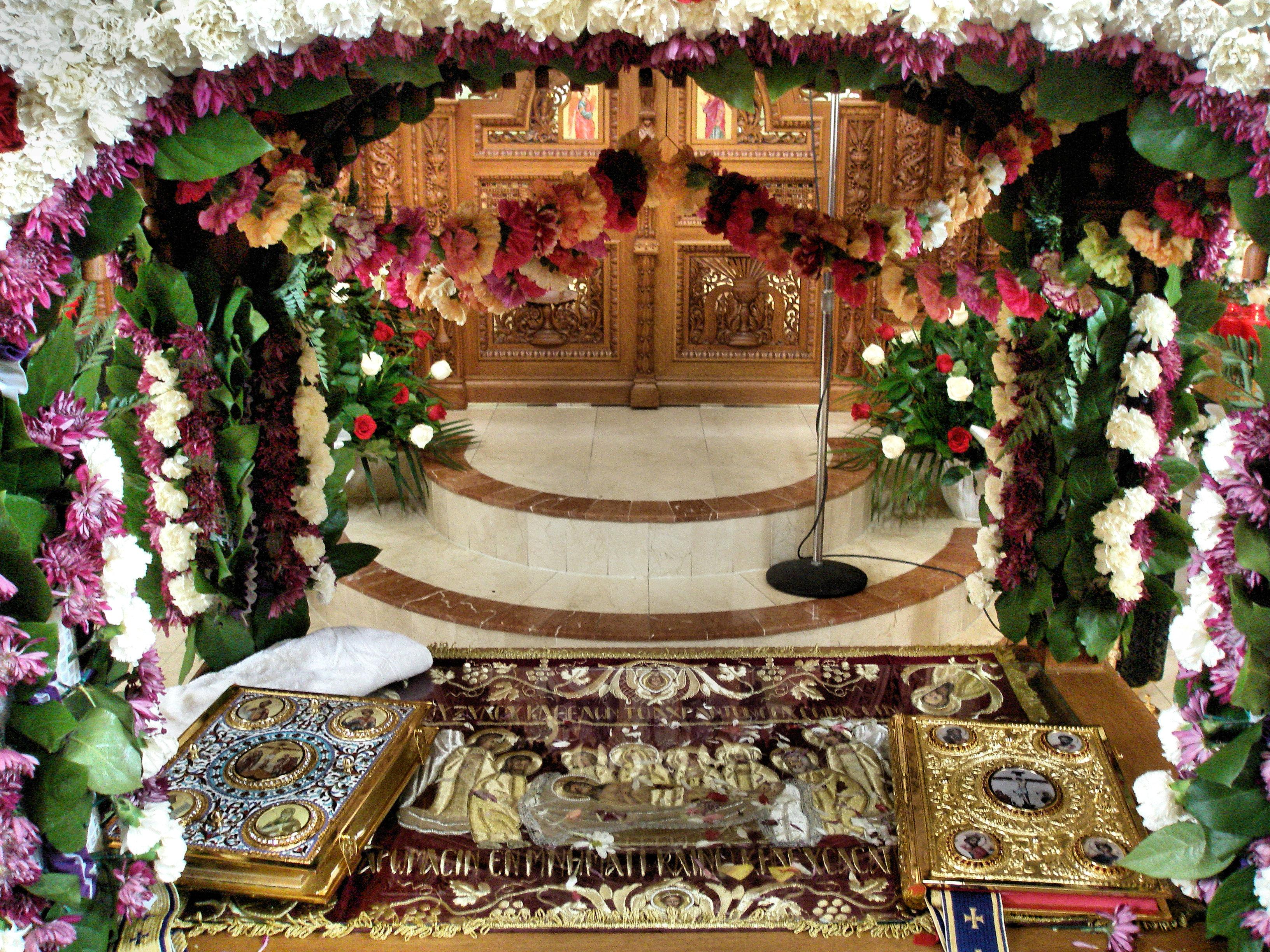
Épitaphios. Toronto, Annunciation of the Virgin Mary Greek Orthodox Cathedral.
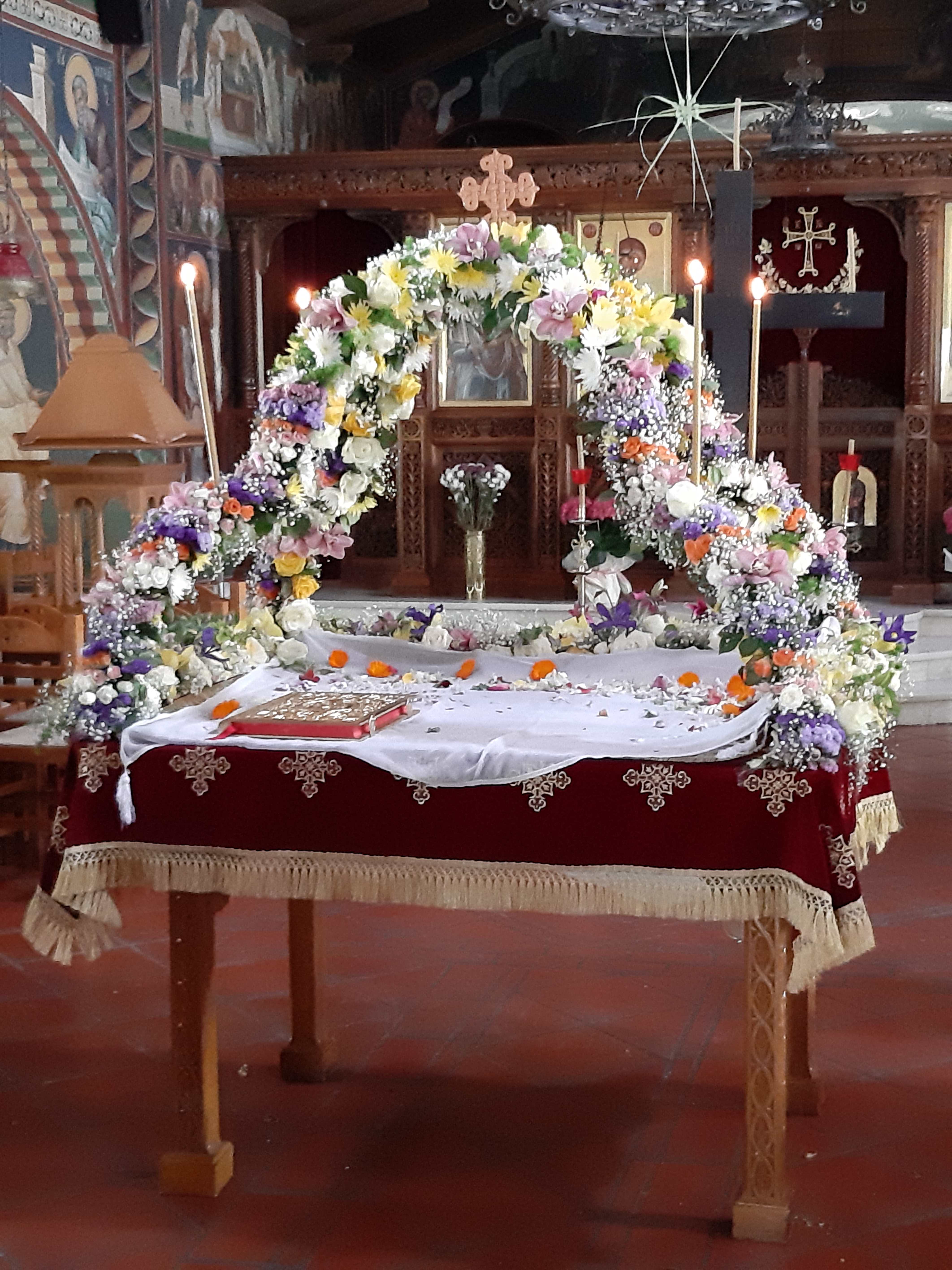
Épitaphios décoré.
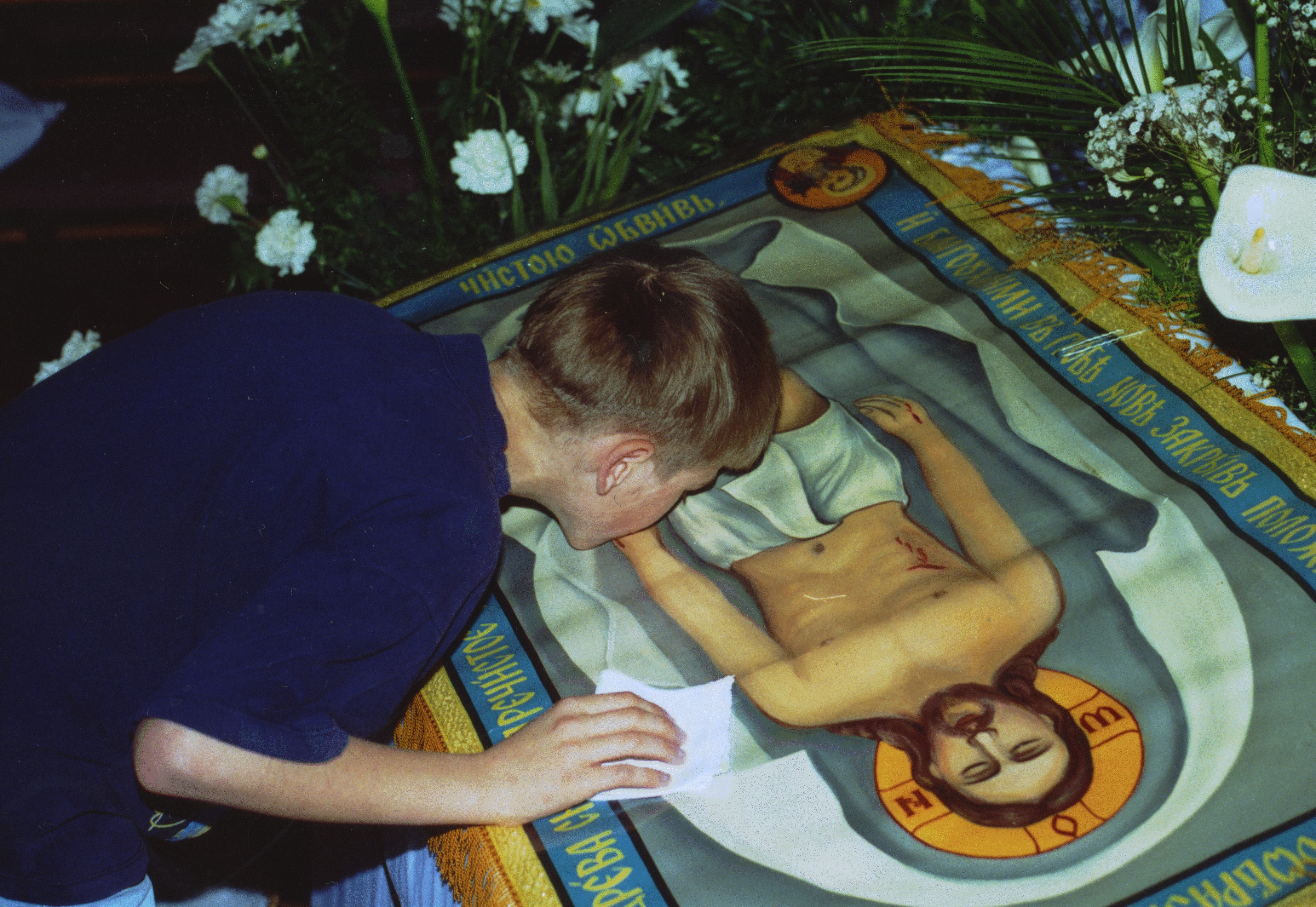
Vénération de l'Épitaphios, monastère de l'Ordre de saint Basile le Grand, Trebišov, Slovaquie.
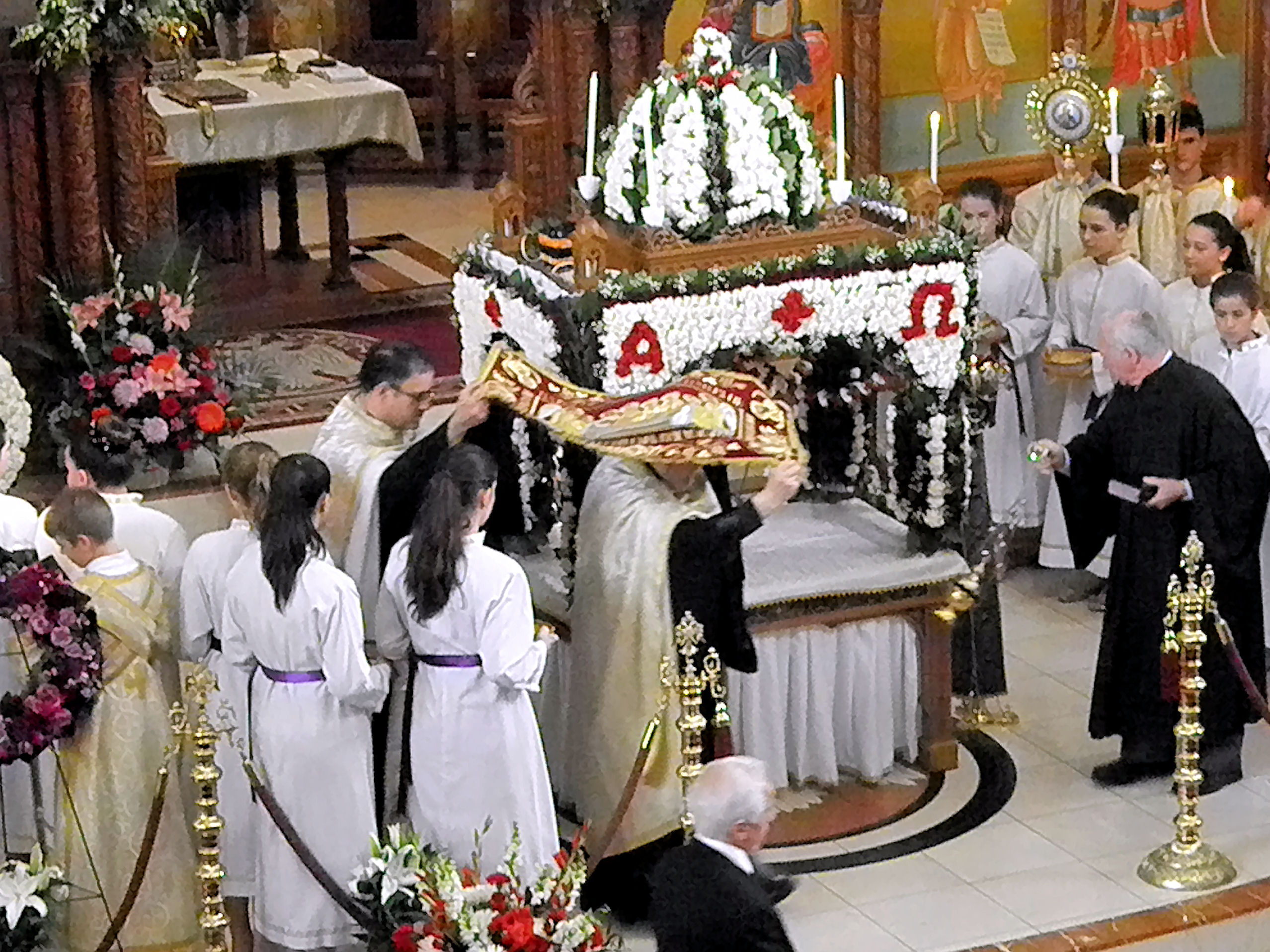
Procession de l'Épitaphios. Toronto.
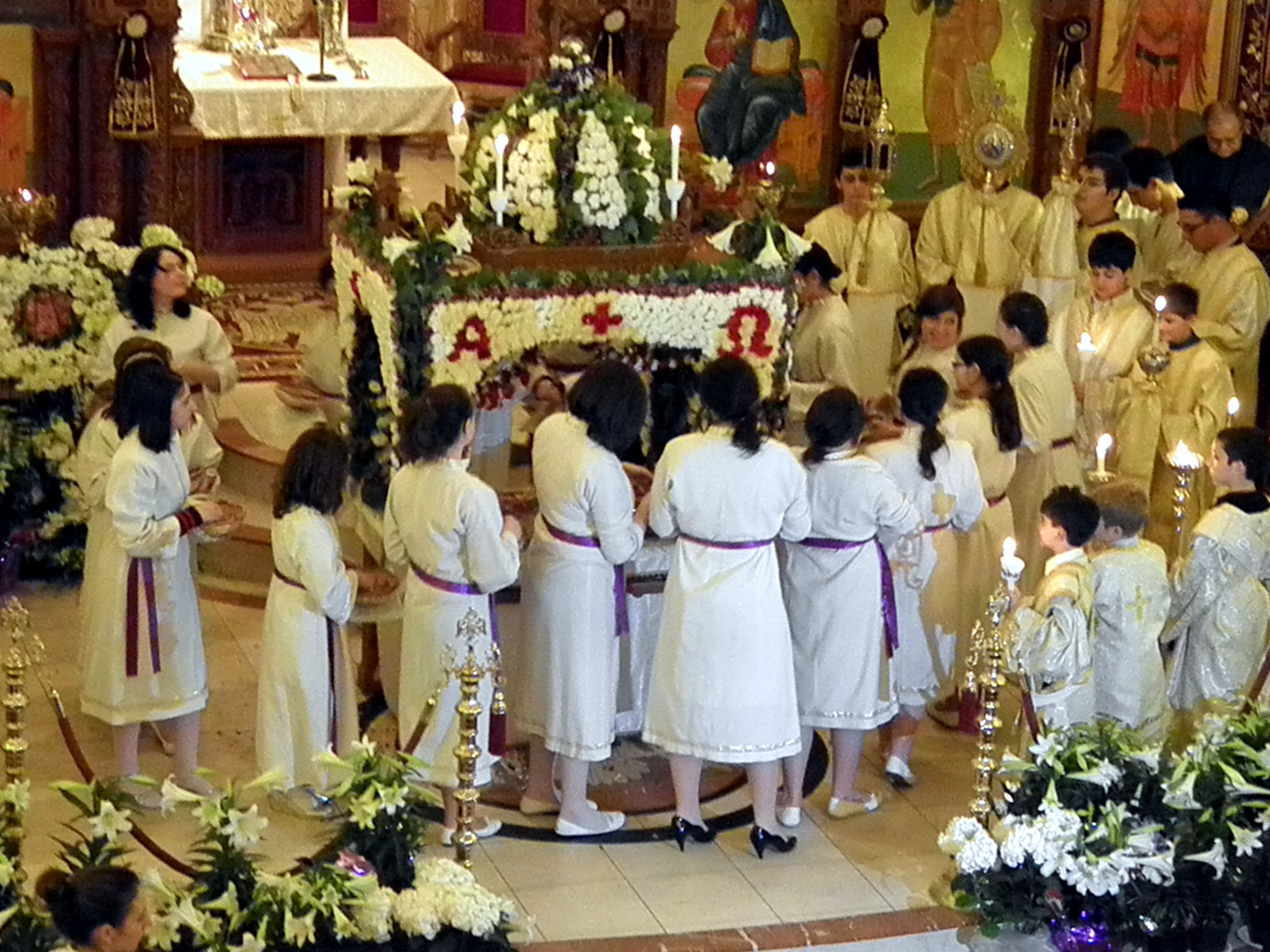
Épitaphios Thrênos, avec des jeunes filles (myrophores), c'est-à-dire portant de la myrrhe.
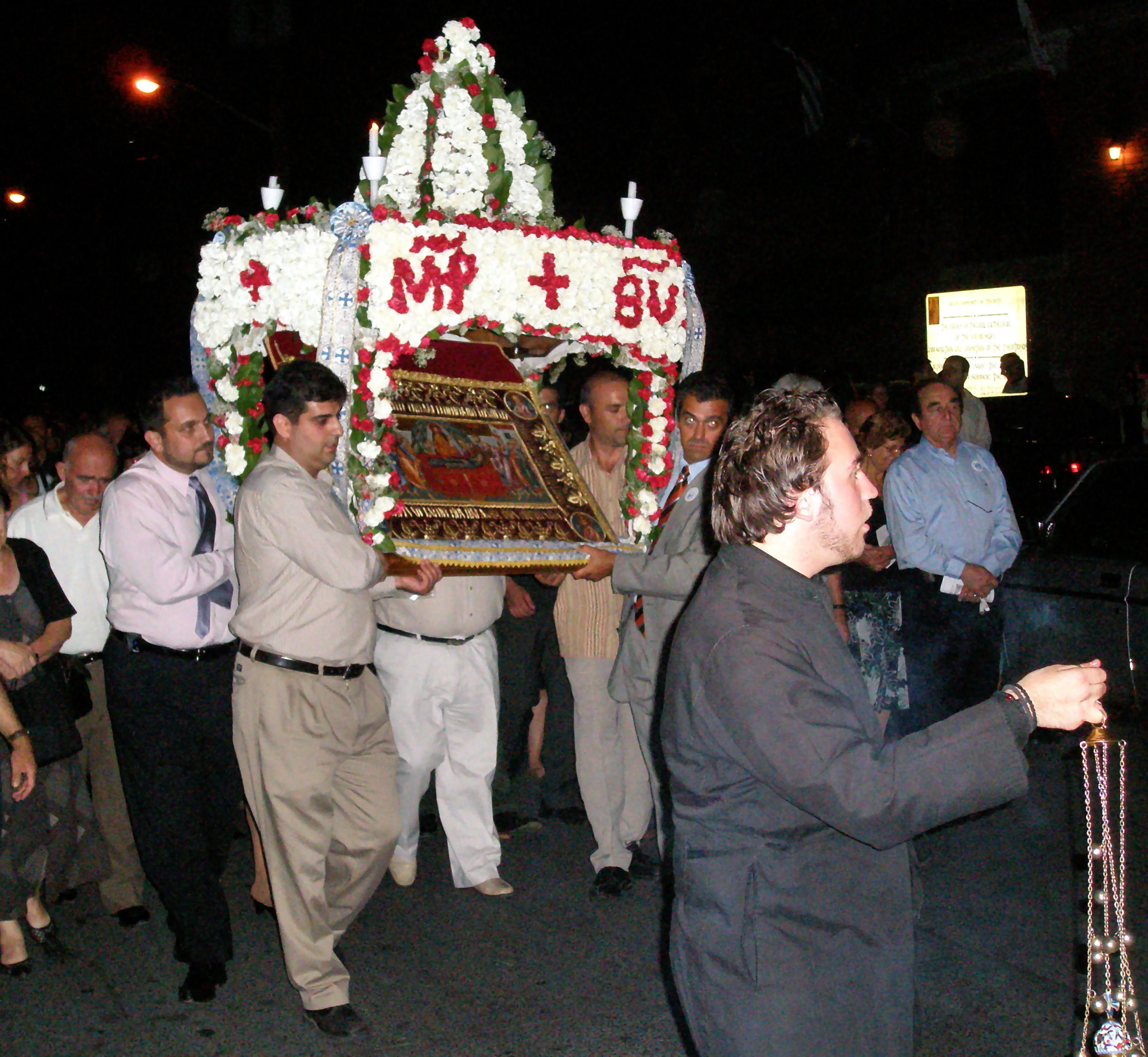
Procession de l'Épitaphios. Toronto.
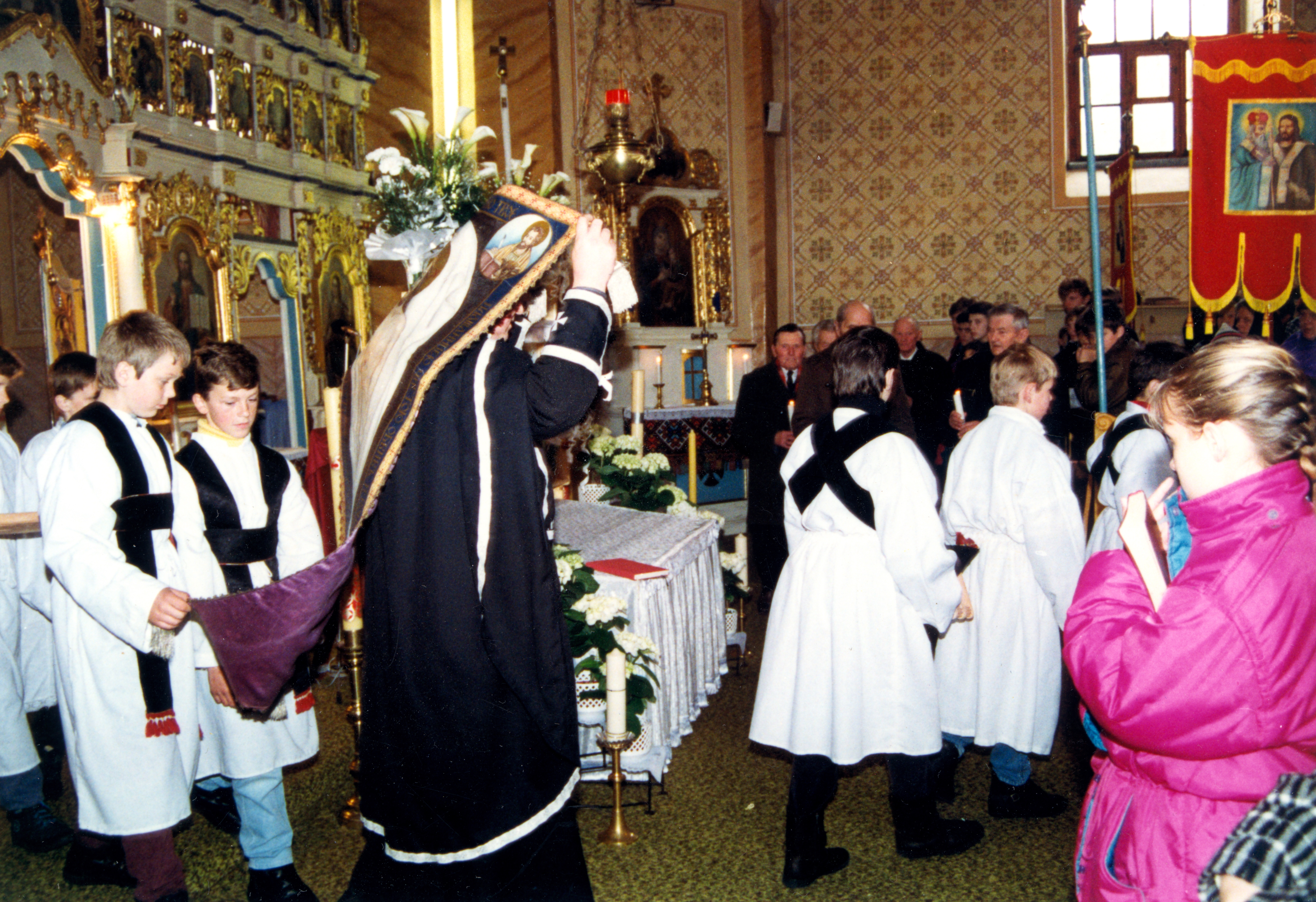
Mise au tombeau du Christ. Veľký Lipník, Slovaquie.